# Bad Breisig

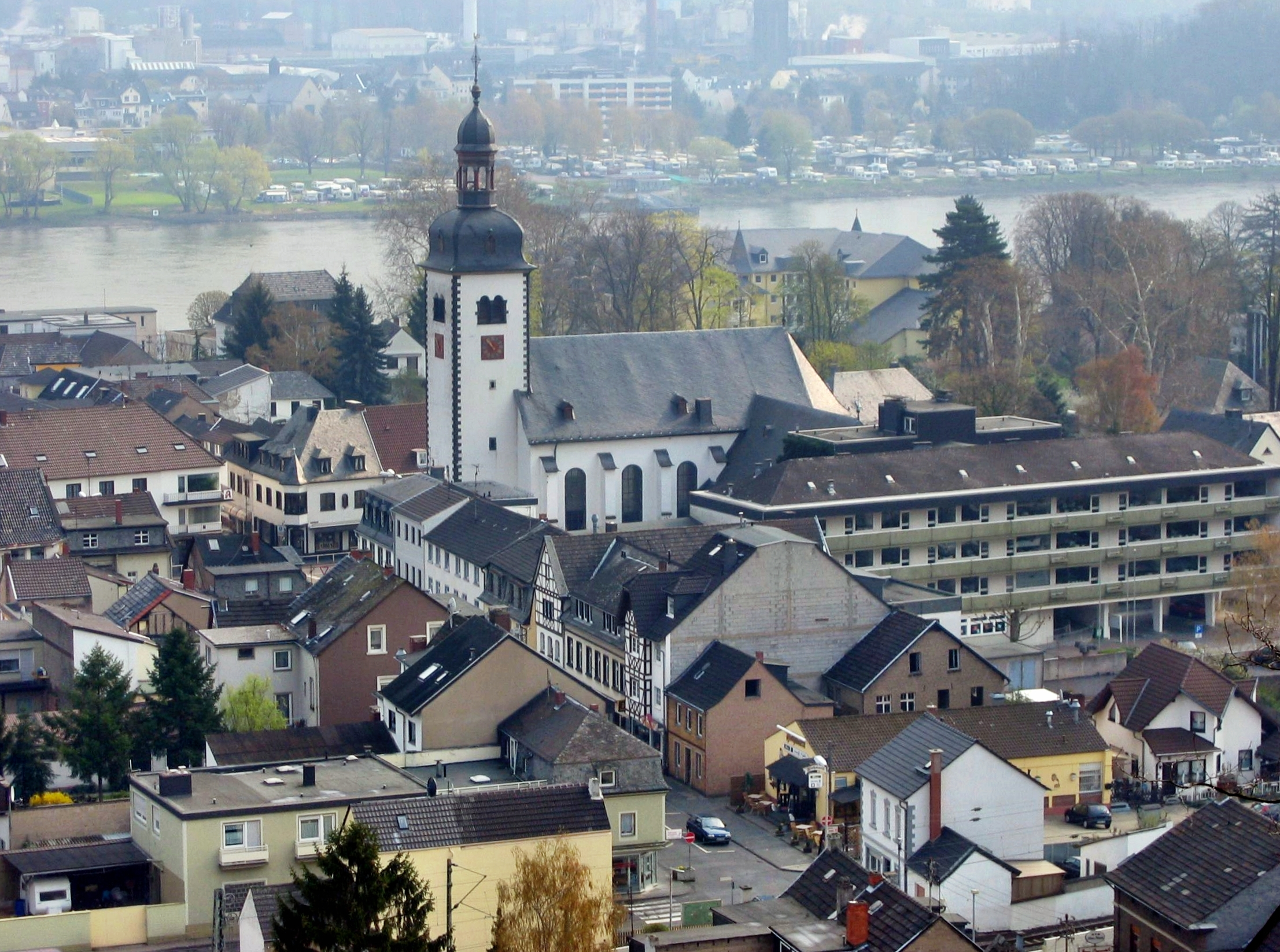
View of Bad Breisig.

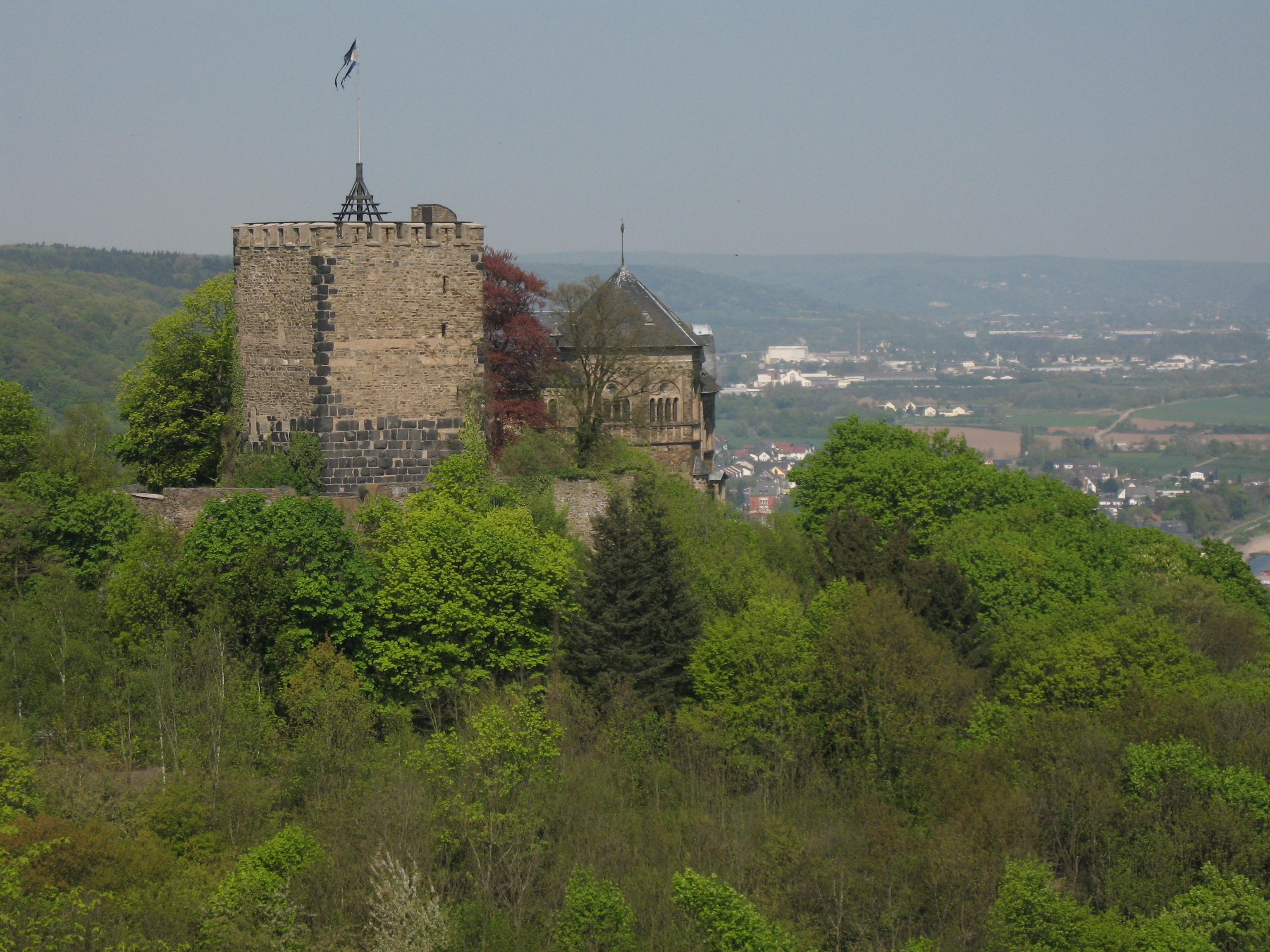
Castle Rheineck

Bad Breisig là một đô thị thuộc huyện Ahrweiler, trong bang Rheinland-Pfalz, phía tây nước Đức. Đô thị Bad Breisig có diện tích 19,94 km², dân số thời điểm ngày 31 tháng 12 năm 2006 là 8897 người. Bad Breisig nằm bên sông Rhine, cự ly khoảng 15 km về phía đông nam của Bad Neuenahr-Ahrweiler.
Bad Breisig là thủ phủ của Verbandsgemeinde ("đô thị tập thể") Bad Breisig.